# Estadio BJK İnönü
El Beşiktaş İnönü Stadium fue un estadio dedicado especialmente a la práctica del fútbol. Estaba situado en la parte europea de la ciudad de Estambul en Turquía.
El terreno del estadio fue seleccionado en 1939, este se encontraba cerca del Palacio de Dolmabahçe en la parte europea de Estambul, la primera piedra fue colocada el 19 de mayo de 1939, sin embargo la construcción se vio detenida por el estallido de la Segunda Guerra Mundial.
El estadio fue inaugurado el día 19 de mayo de 1947, con capacidad inicial de 16 000. Fue demolido entre junio y octubre de 2013 para construir en ese mismo sitio el nuevo estadio del club, el Vodafone Park.

## Partidos Eurocopa de Fútbol 1960
| Fecha               | Partido            | Resultado | Competencia   | Espectadores |
| ------------------- | ------------------ | --------- | ------------- | ------------ |
| 26 de abril de 1959 | Turquía Vs Rumania | 2 - 0     | Eurocopa 1960 | 23.567       |

## Música
Además de fútbol, el Estadio BJK Inonu puede ser configurado para celebrar otros muchos eventos, en particular los principales conciertos de Estambul, los conciertos dados en el estadio son:
- Bryan Adams 28 de julio de 1992
- Guns N' Roses 26 de mayo de 1993
- Metallica 25 de junio de 1993
- Bon Jovi 13 de septiembre de 1993
- Michael Jackson 23 de septiembre de 1993
- Madonna 7 de octubre de 1993
- Rihanna 30 de mayo de 2013